# جورج ماسبيرو
رينيه جاستون جورج ماسبيرو (بالفرنسية: Georges Maspero)‏ (21 أغسطس 1872 – 21 سبتمبر 1942) كان عالم صينيات فرنسي.
كان ابنا لعالم المصريات جاستون ماسبيرو وشقيق لعالم الصينيات هنري ماسبيرو.
كحاكم استعماري ل الهند الصينية الفرنسية، تم تعيينه مأمور مقيم لمدينة ها فونغ، ثم كمقيم إداري "resident superior"  في كمبوديا من 15 أبريل 1920 حتى 6 ديسمبر 1920. كان واحد من مؤسسي المعهد الفرنسي للشرق الأقصى "École française d'Extrême-Orient" أو اختصارا (EFEO).

## مؤلفات
- 1894: Tableau chronologique des souverains de l'Annam, E. J. Brill
- 1905: Starynna istorii︠a︡ skhidnïkh narodiv, Volume 1, Nakl. Ukraïnsʹko-rusʹkoï vydavnychoï spilky
- 1915: Grammaire de la langue k̲hmère (cambodgien), Imprimetie Nationale
- 1918: La Chine, Delagrave
- 1928: Le Royaume de Champa, G. Van Oest,
- 1929: Un empire colonial français, l'Indochine, G. Van Oest.

## روابط خارجية
- جورج ماسبيرو